# Internationella olympiska kommittén

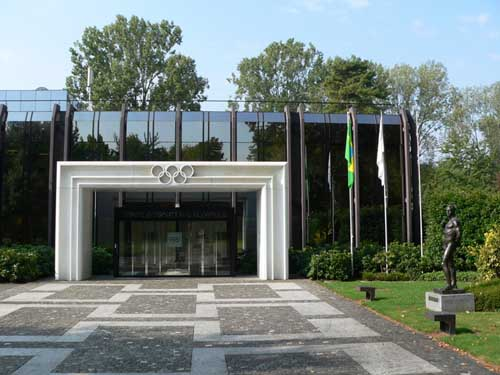
IOK:s huvudkontor i Lausanne

Internationella olympiska kommittén (IOK; engelsk förkortning: IOC; fransk förkortning: CIO) är en internationell kommitté som organiserar de olympiska spelen. Organisationen grundades den 23 juni 1894 av Pierre de Coubertin och Demetrios Vikelas. Svensken Viktor Balck ingick i den första olympiska kommittén.
IOK har sitt säte i Lausanne i Schweiz och består av upp till 115 ledamöter som är valda som individer av IOK själv, dock med vissa kvoter för aktiva idrottare, ledamöter av internationella idrottsförbund och nationella olympiska kommittéer. Under IOK finns inom den olympiska rörelsen 205 nationella olympiska kommittéer, exempelvis Sveriges Olympiska Kommitté.

## IOK:s ordförande sedan 1894
IOK har haft nedanstående ordförande sedan grundandet 1894. Sedan 1999 gäller att ordföranden väljs med en mandatperiod på åtta år, och kan omväljas högst en gång för en period av fyra år.
| Nr | Bild | Namn                    | Land      | År         |
| -- | ---- | ----------------------- | --------- | ---------- |
| 1  |      | Demetrios Vikelas       | Grekland  | 1894–1896  |
| 2  |      | Pierre de Coubertin     | Frankrike | 1896–1925  |
| 3  |      | Henri de Baillet-Latour | Belgien   | 1925–1942  |
| 4  |      | Sigfrid Edström         | Sverige   | 1946–1952  |
| 5  |      | Avery Brundage          | USA       | 1952–1972  |
| 6  |      | Lord Killanin           | Irland    | 1972–1980  |
| 7  |      | Juan Antonio Samaranch  | Spanien   | 1980–2001  |
| 8  |      | Jacques Rogge           | Belgien   | 2001–2013  |
| 9  |      | Thomas Bach             | Tyskland  | 2013-2025  |
| 10 |      | Kirsty Coventry         | Zimbabwe  | sedan 2025 |